# Liste der Monuments historiques in Pouilly-sur-Vingeanne
Die Liste der Monuments historiques in Pouilly-sur-Vingeanne führt die Monuments historiques in der französischen Gemeinde Pouilly-sur-Vingeanne auf.

## Liste der Objekte
| Bezeichnung               | Beschreibung                          | Standort                                   | Kennzeichnung | Schutzstatus | Datum | Bild |
| ------------------------- | ------------------------------------- | ------------------------------------------ | ------------- | ------------ | ----- | ---- |
| Skulptur Madonna mit Kind | Holz, farbig gefasst, 16. Jahrhundert | in der Kirche Nativité-de-la-Vierge (Lage) | PM21001783    | Classé       | 1959  |      |